# 姫TV
『姫TV。』（ひめテレビ）は、1988年秋から1993年までテレビ朝日で放送されていたホリプロ制作のオムニバスバラエティ番組である。

## 概要
本来は番組名にもある「姫」の通り、女性向けの深夜番組として制作され、深夜帯で働いている人たちが朝方帰宅して寝る前に観られるような番組というコンセプトが企画の狙いだったという。
番組開始当初は「男子禁制番組」と銘打ち、女性タレント同士がファッションや恋愛などについて語るガールズトークをメインにしていた。そして、その合間にVTRによるミニコーナーを放送するという構成を取っていた。しかし視聴率的に芳しくなかった事で1989年に番組の方向性が大きく変更され、脱力系のコントやお色気要素を含むクイズ等を中心とするロケ&スタジオ収録のオムニバスバラエティへと移行。男性も出演するようになり、この頃からブッチャーブラザーズや井手らっきょなどが参加した。暫くはこの形態で続くも、番組は1992年秋に再度リニューアル。司会の長田江身子ほか女性出演者たちによるトークがメインになり、番組初期のコンセプトへと戻す形になった。しかし視聴率は改善されなく、番組は1993年に終了した。
後年、ぶっちゃあが自身のYoutubeチャンネルで明かしたことによると「業界とお店関係での視聴率が凄かった」という。また「視聴率が好調だったときにプロデューサーさんがこの番組の知名度をもっと上げようと、もっと売り出そうと考え、雑誌や新聞にクイズタイム小学生のコーナーを取り上げた所、当時のテレビ朝日の局長がそれを知り、急に番組は打ち切り (マイナーチェンジ) になってしまった」と振り返っている。

## 放送時間
下記放送日時はキー局テレビ朝日でのもの。
初期
日曜午前（土曜深夜）4時頃に放送。土曜深夜枠自体が若干流動的な編成（映画が放送されていたが放送尺が確定されていない）であったため、放送時間は特に決まっていなかったが、おおむね『CNNデイウォッチ』終了後の午前3:40 - 4:10に放送されていた。
中期 - 末期
土曜午前（金曜深夜）4:30 - 5:00に放送。ただし、毎月最終週には『朝まで生テレビ!』放送の影響で休止にされていた。また直前の1:25 - 4:30には『こだわりTV 金曜PRE★STAGE』が放送されていたが、同番組は全米オープンゴルフの中継がある日には休止になるため、本番組は午前3:00 - 3:30に繰り上げ放送されていた。プロ野球中継の延長や『大相撲ダイジェスト』の放送などによって、開始時間が午前4:55や5:25からと深夜ではなく早朝からの放送になることもあった。

## 主なコーナー
クイズタイム小学生
同じくテレビ朝日で放送されていた『クイズタイムショック』のパロディコーナー。このコーナーでは女性の解答者（主にAV女優）が服を全部脱ぎ、体を隠す白いパネルの後に立つ。そして、司会者（ブッチャーブラザーズのリッキー）が出題する小学校レベルのクイズに答えていた。問題は13問で、7問以上答えられたらブランド物の時計など豪華賞品のプレゼントが貰えるが、答えを間違えると7枚あるパネルを1枚ずつ剥がされていく。パネルが無くなると全裸姿になり、クイズ終了。当初は一問でパネルが2枚外され、4回間違えると全裸にされていた。クリアすると、中学生レベルの「クイズタイム中学生」へステップアップできた。こちらの問題はクイズタイム小学生に比べて桁違いに難しく、一問も答えられずに終わるケースが非常に多かった。最終回では最後の1枚が剥がされるシーンを連続フラッシュで放送した。また、パネルは女性アシスタント（初期は女性レギュラー出演者→途中からは放送作家のもゆか）が剥がしていた。このコーナーが人気を集めた影響でお色気番組というイメージを持っている視聴者も多い。
このコーナーは、2005年にはじめ企画がリリースしたアダルトDVDで再現された。また、2007年7月26日に同じくテレビ朝日で放送された『アメトーーク』の「ブッチャーブラザーズの子供たち」で当時のタイム小学生の映像が放送されたが、現在の放送倫理の都合により、胸元の1枚が剥がされるシーン以降は放送されなかった。
モノクロタイム
月野物子（）と乳頭黒美（）による、ガールズトークを中心としたミニドラマ。
スーパーギャルソン
妻から馬鹿にされている冴えない中年男がダンディな男に変身し、妻のピンチを救うミニドラマ。
アーバンデンジャラスゾーン
「大都会には危険がいっぱい」と題し、都会に存在する低レベルな危険をコント形式で紹介するコーナー。
びっくり人間大集合
あなたの好きなもの3連発ショー
格言立証
あなたのお肉の年齢測ります
どこまで耐えられるかSHOW
クイズ!答えは一斗缶
動体視力検査ショー
反射神経テスト
あなどれない順子
ガッカリ大会
特別企画として放送。平常放送時と同じコーナーを実施するものの、クイズタイム小学生の回答者が井手らっきょであるなど、終始視聴者をガッカリさせる内容で行われていた。

## 出演者
- 井手らっきょ - 初期の途中から参加し、1992年のリニューアル直前まで出演。
- ふせえり - リニューアル後から出演。
- ブッチャーブラザーズ[5] - 1992年のリニューアル直前まで出演。
- 劇団無知無恥（片桐ケベ・関口ふで[6]・飯島久代・柳瀬恭 ほか）
- 山瀬まみ - 初期に数回出演。
- 水島裕子 - 時々出演。
- 坂井順子 - 時々出演。
- 郷里大輔 - 1992年リニューアル後のナレーターを担当。最終回は顔出しでリポーター出演もした。
- 長田江身子 - 1992年のリニューアル後から番組終了まで出演。
- 植田あつき - 1992年のリニューアル後から番組終了まで出演。
- 沢口梨々子 - 1992年のリニューアル後から番組終了まで出演。

## エピソード
収録は外ロケに関しては制作しているホリプロがある目黒周辺や多摩川の土手などで行い、スタジオ収録パートは六本木のテレビ朝日六本木別館にあった日本ケーブルテレビジョン (JCTV) で行われていた。
かなり極端な低予算番組として知られ、出演者は基本的にノーギャラで、出演者の井手が「運が良いとギャラが出る」と証言していた他、1991年頃には番組内でスタッフの募集を行った際に「ギャラは出ませんが温かいお弁当が出ます」と告知する程だった。また、スタジオは基本的に美術セットを置かず (美術スタッフを発注せず、JCTVのスタジオスタッフの協力や番組スタッフが小道具を用意したり、スタイリストが貸衣裳を手配する等の工夫を凝らす)、白背景のまま収録した。その低予算ぶりは井手の師匠であるビートたけしが、同様に深夜の低予算でセットも最低限のものしか置かずに収録していた『北野ファンクラブ』（フジテレビ）の中で「深夜で本当に予算が無い番組はこの番組（北野ファンクラブ）と姫TVだ」と発言するほどだった。

## スタッフ
- ナレーション：皆口裕子（姫TV小学7年生 時代）→ 郷里大輔（末期リニューアル後から）
- 構成・演出：下等ひろき（現在：加藤裕己・ロケコントやボイスアクトでまれに出演）
- 構成：石田章洋（途中まで）→ 以下途中から 清松勝彦、高橋萠夏、柳瀬恭（劇団無知無恥）
- 技術：日本EJシステム → テレテック → ビデオレック・大井直 → VIC・後藤一平（末期リニューアル後から）
- 照明：MAX PROJECT（石川芳雄、橋本俊夫、本多典史）
- 編集：竹内博志（スタジオアバ）→ 阪野秀行、飯田美由紀（末期リニューアル後から）
- ＭＡ：岩橋哲夫、小川るみ（スタジオアバ）→ 石川晴樹（※リバーブ石川と表記  アンサーズ・末期リニューアル後から）
- 効果：佐藤裕二（サウンドプロ企画）
- ヘアメイク・スタイリスト：斉藤舞佐子
- ディレクター：大澤宏一郎（ホリックス・初期は制作進行）→ 鈴木晶子（ホリックス）ほか
- プロデューサー：鈴木宏男（テレビ朝日）、佐藤木生（ホリプロ）→ 波多野正美（テレビ朝日）、尾川祐司（ホリプロ）
- 制作協力：ホリプロ（初期はホリプロダクションと表記）
- 制作著作：テレビ朝日

## テーマ曲

### オープニングテーマ
- 作品4（アート・オブ・ノイズ）、サマータイム（ジョージ・ガーシュウィン）
- おしゃれフリーク（シック、1992年 - 番組終了）

### エンディングテーマ
- ゴォ！（山瀬まみ）
- 遅咲きスキャンダル（種ともこ）
- OHAYO（種ともこ）
- だってしょうがないじゃない…いろいろあんだもん（吉村明宏&真由美）
- 無敵のビーナス（GO-BANG'S）
- 絹の靴下（夏木マリのカバー曲・歌手不明）
- 思い出の九十九里浜（しじみとさざえ、1991年）
- 年下の男の子（キャンディーズのカバー曲・歌手不明）
- ビートバック（アート・オブ・ノイズ）